# Octobre blanc
Pour plus de détails, voir Fiche technique et Distribution.
Octobre blanc, sous-titré Sylvain Tesson sur les sommets de la révolution, est un documentaire français de 2017 réalisé par Christophe Raylat. Ce témoignage de voyage relate l'expédition menée par Sylvain Tesson, à laquelle Cédric Gras s'associe, aux confins de l'ex-URSS à la recherche des sommets et autres oronymes encore marqués par l'empreinte soviétique à l'occasion du centenaire de la révolution d'Octobre.
Le film reçoit le « Grand Prix du Jury Curieux Voyageurs » de l'édition 2018 du festival de cinéma stéphanois Curieux Voyageur.